# Jean-Pierre Portschy
Jean-Pierre Portschy dit Mercier, né le 21 juin 1749 à Saignelégier (Suisse), mort le 26 avril 1827 à Ingenheim (Bas-Rhin), est un général de brigade de la Révolution française.

## États de service
Soldat au régiment Suisse d'Eptingen, il entre dans les gardes Suisses comme volontaire en 1791, puis il sert à l’armée du Rhin et à l’armée de Sambre-et-Meuse de 1792 à 1797. 
Il est nommé chef de bataillon le 21 janvier 1794, et chef de brigade à la 80e demi-brigade de bataille le 2 mai 1794. Le 19 avril 1796, il passe chef de brigade de la 83e demi-brigade d’infanterie de ligne. 
Il est promu général de brigade le 17 février 1797, et il est affecté à l’armée du Rhin de 1798 à 1800. Le 25 avril 1800, il commande une brigade d’infanterie de la 4e division de l’armée du Rhin, et le 4 juillet suivant il rejoint la 3e division militaire. Mis en congé de réforme le 27 avril 1801, il est admis à la retraite le 20 juin 1801.
Il meurt le 26 avril 1827, à Ingenheim.